# 菊川
菊川（きくがわ）は、静岡県を流れる河川。一級水系菊川の本流である。国土交通省浜松河川国道事務所が管理し、一部を静岡県に委託している。

## 地理

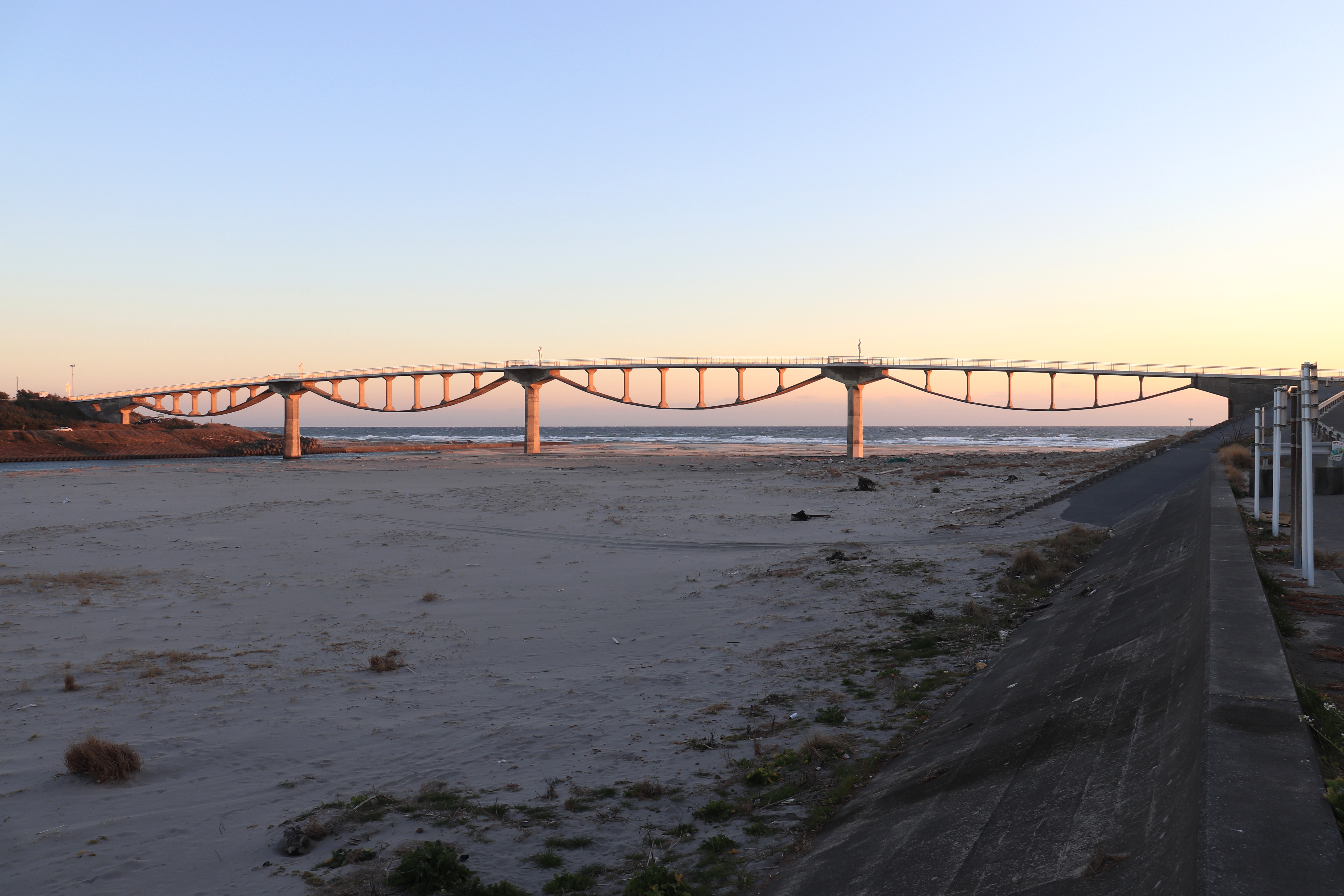
右岸上流側から望む菊川の河口部に架かる潮騒橋と遠州灘

静岡県掛川市東山の粟ヶ岳周辺に源を発し南流。途中菊川市の中心部を縦断し、掛川市国安から遠州灘に注ぐ。24の支川とともに菊川水系を構成している。
菊川市の水源のひとつとして、静岡県大井川広域水道企業団からの受水とともに活用されている。菊川市富田地区に浄水場・ポンプ場がある。

## 歴史
古代においては大井川（古大井川）の流路のひとつとして大井川とつながっていたが、その後上流から運ばれた土砂の堆積と地盤の隆起により牧之原台地が形成され、これにより大井川が北に進路を変えたために大井川から分離してできた川であると考えられている。
流域は牧之原台地と小笠山に挟まれた低平地であり、また蛇行が激しいため過去にたびたび水害をもたらしてきた。しかし流域は幕府直轄領や大名・旗本の領地が交錯する権利関係の複雑な場所であったため、本格的な河川改修が行われるようになったのは明治維新以降のことである。現在では一級河川の指定を受け、国の管理のもと河川改修事業が行われている。菊川水系全体としてみた場合でも一級水系としては小規模な河川の部類に入るため、都道府県が管理する二級河川への指定替えが議論されたこともあるが、国土交通省は「引き続き国の管理のもと河川改修を行う必要がある」としている。

## 略歴
- 1550年（天文19年）：洪水被害。
- 1858年（安政5年）6月12日：洪水被害。
- 1922年（大正11年）8月23日：洪水被害。
- 1938年（昭和13年）7月30日：洪水被害。
- 1954年（昭和29年）9月18日：洪水被害。
- 1958年（昭和33年）9月18日：洪水被害。
- 1961年（昭和36年）6月28日：洪水被害。
- 1967年（昭和42年）：一級河川に指定。
- 1968年（昭和43年）7月6日：洪水被害。
- 1972年（昭和47年）7月15日：洪水被害。
- 1982年（昭和57年）9月12日：洪水被害。
- 1998年（平成10年）9月24日：洪水被害。

## 名称の由来

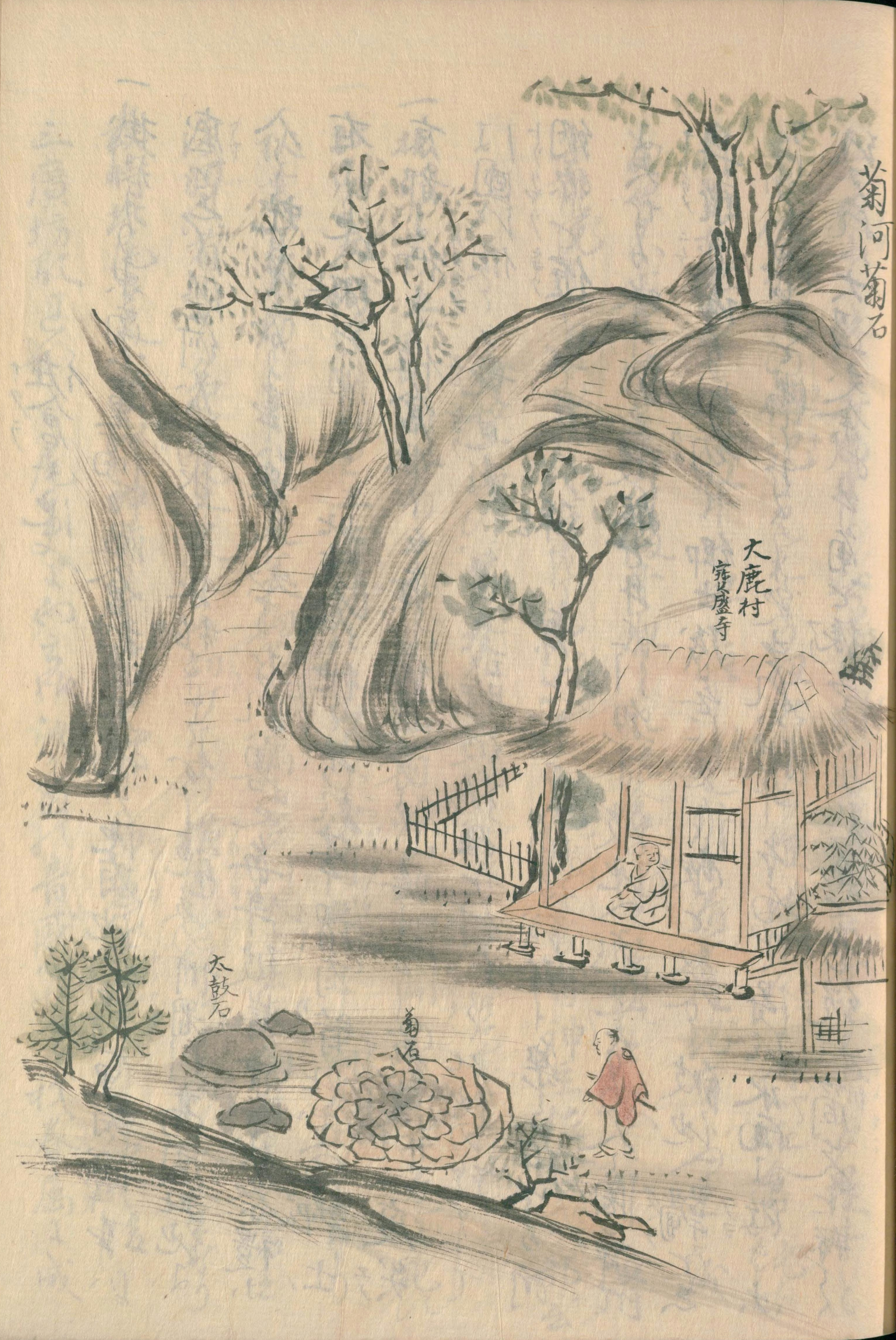
遠江国佐野郡大鹿村（小夜の中山附近）の「菊石」を描いた江戸時代の彩色画（「菊河菊石」藤長庚編集『遠江古蹟圖會』1803年。国立国会図書館蔵）

周辺一帯が古くは荘園であり、放牧が行われていたことから、柵で囲まれた放牧地（城飼）を流れる川という意味の「城飼川」（きこうがわ）が転じて菊川となったとする説が有力とされている。ほかに、上流の小夜の中山にある「菊石」あるいは旧菊川町友田にある「菊目石」から付けられたという説、高天神城の東を流れる川であることから「城東川」（きとうがわ）が転じて菊川となったとする説など多数ある。
近年では、流域周辺の自治体で組織する菊水ブロックの名称の採用や、その後昭和の大合併期に発足した旧菊川町を経て、現在の菊川市の名前に継承されるなど地域へ深く浸透している。また、三菱電機照明の前身である菊川照明の名称は、この川の近くに設立されたことに由来する。

## 流域の自治体
静岡県
掛川市、島田市、菊川市

## 主な支流
一級河川のみを下流側から順に記載する。
| 河川              | よみ                      | 次数    | 管理者                | 主な経過地               | 河川延長 （km）         | 備考 |
| ----------------- | ------------------------- | ------- | --------------------- | ------------------------ | ----------------------- | ---- |
| 菊川 小鮒川       | きくがわ こぶながわ       | 本川    | 中部地方整備局 静岡県 | 掛川市、菊川市、島田市   | 27.67 （うち直轄17.62） |      |
| 高松川 成行川     | たかまつがわ まりゆきがわ | 1次支川 | 静岡県 掛川市         | 掛川市、御前崎市、菊川市 | 3                       |      |
| 新田川            | しんでんがわ              | 1次支川 | 静岡県 掛川市         | 掛川市                   | 1.6                     |      |
| 与惣川 星川川     | よそうがわ ほしかわがわ   | 1次支川 | 静岡県 掛川市         | 掛川市                   | 2.8                     |      |
| 牛渕川 （牛淵川） | うしぶちがわ              | 1次支川 | 中部地方整備局 静岡県 | 掛川市、菊川市           | 15.28 （うち直轄13.2）  |      |
| 小笠高橋川        | こがさたかはしがわ        | 2次支川 | 静岡県                | 菊川市                   | 4.6                     |      |
| 江川              | えがわ                    | 2次支川 | 静岡県                | 菊川市                   | 2.62                    |      |
| 丹野川            | たんのがわ                | 2次支川 | 中部地方整備局 静岡県 | 菊川市                   | 6.8 （うち直轄1.6）     |      |
| 古谷川            | ふるやがわ                | 3次支川 | 静岡県 菊川市         | 菊川市                   | 1.85                    |      |
| 内谷川            | うちやがわ                | 4次支川 | 静岡県 菊川市         | 菊川市                   | 0.6                     |      |
| 黒沢川            | くろさわがわ              | 2次支川 | 中部地方整備局 静岡県 | 菊川市                   | 1.3 （うち直轄0.45）    |      |
| 下小笠川          | しもおがさがわ            | 1次支川 | 中部地方整備局 静岡県 | 掛川市                   | 9.76 （うち直轄4.42）   |      |
| 畑ヶ谷川          | はたがやがわ              | 2次支川 | 静岡県 掛川市         | 掛川市                   | 0.5                     |      |
| 谷本川            | やもとがわ                | 2次支川 | 静岡県 掛川市         | 掛川市                   | 0.5                     |      |
| 亀惣川            | かめそうがわ              | 1次支川 | 静岡県 掛川市         | 掛川市                   | 3.7                     |      |
| 佐束川            | さづかがわ                | 1次支川 | 静岡県 掛川市         | 掛川市、菊川市           | 5.58                    |      |
| 小貫川            | おぬきがわ                | 2次支川 | 静岡県 掛川市         | 掛川市                   | 0.8                     |      |
| 稲荷部川          | いなかべがわ              | 1次支川 | 静岡県                | 掛川市、菊川市           | 4.5                     |      |
| 上小笠川          | かみおがさがわ            | 1次支川 | 静岡県 掛川市 菊川市  | 菊川市、掛川市           | 8.88                    |      |
| 栗原川            | くりはらがわ              | 2次支川 | 静岡県 菊川市         | 菊川市、掛川市           | 2.4                     |      |
| 五百済川          | いおずみがわ              | 2次支川 | 静岡県 菊川市         | 掛川市                   | 0.74                    |      |
| 西方川            | にしかたがわ              | 1次支川 | 静岡県                | 菊川市                   | 8.15                    |      |
| 小出川            | こいでがわ                | 1次支川 | 静岡県                | 菊川市                   | 2.3                     |      |
| 沢水加川          | さばかがわ                | 1次支川 | 静岡県                | 菊川市                   | 3                       |      |
| 富田川            | とみたがわ                | 1次支川 | 静岡県                | 菊川市                   | 3.3                     |      |